# جون ماسترز
جون ماسترز (بالإنجليزية: John Masters)‏ (26 أكتوبر 1914، كلكتا في الهند - 7 مايو 1983، سانتا فيه في الولايات المتحدة)؛ كاتِب، سيناريست وروائي بريطاني.

## روابط خارجية
- جون ماسترز على موقع IMDb (الإنجليزية)
- جون ماسترز على موقع قاعدة بيانات الأفلام السويدية (السويدية)
- جون ماسترز على موقع قاعدة بيانات الفيلم (الإنجليزية)